# Gneus
Gneus ist eine Gemeinde im Süden des Saale-Holzland-Kreises in Thüringen und eine von 22 Gemeinden der Verwaltungsgemeinschaft Hügelland/Täler.

## Geografie
Die Gemeinde besteht aus den Ortsteilen Obergneus und Untergneus.
Die kreisfreie Stadt Jena liegt nordöstlich der Gemeinde Gneus.

## Geschichte
In einem sogenannten Lehnbrief des Landgrafen Wilhelm erfolgte die Erwähnung der Gemeinde Gneus zum ersten Mal im Jahre 1411. Neben der Kirche wurde in Gneus schon 1570 die erste Schule erbaut. Letztere brannte jedoch im Jahre 1677 vollständig ab, sodass die Schüler zur Zentralschule von Tröbnitz gehen mussten.
Am 1. März 1951 wurden die bisher selbständigen Gemeinden Obergneus und Untergneus zur neuen Gemeinde Gneus zusammengeschlossen.

## Verkehrsanbindung
Gneus ist seit 2001 über die neue Kommunalstraße K115 von Geisenhain kommend zu erreichen. Die von Wald und Wiesen eingefasste Gemeinde ist umgeben von einem Tal (Untergneus) und einer Hochebene (Obergneus).   

## Sehenswürdigkeiten
Typisch für Ober- und Untergneus sind die Dorflinden. Die Dorflinde von Obergneus ist vom Denkmalschutzamt als schützenswert eingestuft. In Untergneus wurde im Jahr 1990 anlässlich der Wiedervereinigung statt der ursprünglichen Linde eine so genannte „Einheitseiche“ eingepflanzt. Da die Eiche schlecht gedieh, wurde sie im Jahr 1994 wieder durch eine traditionelle Linde ersetzt.

## Vereine
Der Ortsteil Obergneus ist die Heimat des Volleyballvereins SVT Obergneus. In der Dorfkirche des Ortsteils Untergneus befindet sich die älteste Orgel im Gebiet des ehemaligen Landkreises Stadtroda. Sie wurde 1737 von Justinus Ehrenfried Gerhard gebaut und konnte durch den Einsatz des „Vereins zur Wahrung und Rettung kirchlicher Kunst und Kultur im Umkreis Stadtroda“ bis heute erhalten werden.